# Giacomo Medici
Giacomo Medici, marchese del Vascello (Milano, 16 gennaio 1817 – Roma, 9 marzo 1882), è stato un generale e politico italiano.
La sua è la figura di uno dei più valenti e costanti ufficiali di Giuseppe Garibaldi e in seguito vittorioso generale dell'Esercito Regio nella Terza guerra di indipendenza, nominato successivamente prefetto in Sicilia, e senatore del Regno d'Italia.

## Biografia

### Gli esordi
Giacomo Medici nacque da Giovanni Battista Angelo Medici e Maria Beretta a Milano, città dove crebbe e dove visse fino all'esilio in Portogallo, che cominciò nel 1836. Qui combatté contro i Carlisti a Porto per quattro anni, assieme al padre emigrato con lui. Trasferitosi a Londra nel 1840, prese contatto col neonato movimento della Giovine Italia, e nella capitale del Regno Unito conobbe Giuseppe Mazzini. L'eco dei moti rivoluzionari in America Latina lo portò in Uruguay, dove conobbe Garibaldi a Montevideo nel 1846.

### La prima guerra di indipendenza
Quando giunsero notizie delle riforme di Pio IX e di Carlo Alberto, Medici e Garibaldi fecero ritorno in Italia (prima a Nizza, poi a Genova, dove sbarcarono il 29 giugno 1848) sulla nave Bifronte, ribattezzata Speranza.
Nello stesso anno Medici (non immune da simpatie federaliste) suggerì a Garibaldi di recarsi a Milano, per offrire i suoi servigi al Governo provvisorio di Lombardia, che di fatto rimpiazzava l'amministrazione austriaca: i due giunsero a Milano il 14 luglio. Nei giorni seguenti organizzarono, nella caserma di San Francesco, il "Battaglione Anzani" (dal nome del colonnello Francesco Anzani, già comandante in seconda della Legione Italiana di Montevideo, morto di malattia alcuni giorni prima a Genova) composto di volontari, al comando dello stesso Medici. Egli fu col Garibaldi lungo l'intera campagna dei volontari in Lombardia, nel corso della guerra.

### La difesa della Repubblica Romana
Nel 1849 Medici giunse a Roma con Giuseppe Garibaldi, alla guida della cosiddetta "Legione Medici", composta da circa trecento lombardi, studenti o cadetti di famiglie nobili e benestanti.
Quando, il 29 giugno, i Francesi del maresciallo Nicolas Charles Oudinot attaccarono le posizioni fuori dalle mura di Roma, occupando Villa Corsini, il Casino dei Quattro Venti e Villa Pamphili, Medici riuscì a resistere solo all'avamposto del Vascello, presso porta San Pancrazio.
Il Governo della Repubblica Romana gli assegnò la medaglia d'oro al valore militare: un onore spartito con Garibaldi, Luciano Manara (per la difesa di Villa Spada) e Giacinto Bruzzesi (per la difesa dei Monti Parioli).

### La seconda guerra di indipendenza
Nel 1859 Medici fu coinvolto, sin dall'inizio, nell'organizzazione dei Cacciatori della Stura: il 20 marzo venne promosso tenente colonnello, gli venne affidato il comando (assieme a Nicola Arduino) dei due depositi costituiti a Savigliano il 29 marzo e il 7 aprile, e fu messo a capo del secondo dei due primi reggimenti dei Cacciatori delle Alpi, in linea già dal 24 aprile.
Durante la Seconda guerra di indipendenza, Giacomo Medici si distinse nella battaglia di Varese, partecipò alla battaglia di San Fermo e guidò l'avanguardia nelle operazioni di Valtellina alla liberazione di Bormio.

### La spedizione dei Mille

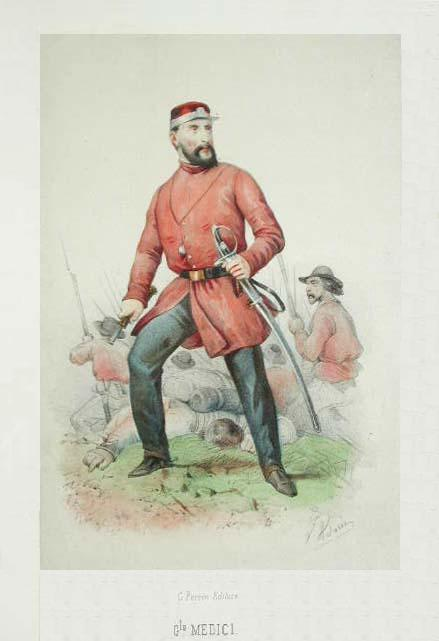
Medici alla spedizione dei Mille

Il 4 maggio 1860 fu Medici a stipulare, a Torino e alla presenza del notaio Gioachino Vincenzo Baldioli, il contratto con il quale Raffaele Rubattino cedeva i due vapori Piemonte e Lombardo, coi quali venne compiuta la spedizione dei Mille.
Nella notte tra l'8 ed il 9 giugno partì l'avanguardia della Spedizione Medici, il gruppo Corte costituito dalle navi Utile, con circa 60 volontari e Charles and Jane, con circa 900 volontari; questa avanguardia fu però intercettata dalla nave borbonica Fulminante, che condusse le due navi a Gaeta, dove i volontari furono internati. Successivamente rilasciati, torneranno in Sicilia il 15 luglio con la nave Amazon.
Il gruppo principale delle Spedizione Medici, con altri 2 500 volontari, partì nella notte tra il 9 e 10 giugno con tre navi, che salparono due da Genova ed una da Livorno; le navi erano state acquistate da una compagnia francese nominalmente da parte di un certo De Rohan, un cittadino statunitense sostenitore della causa italiana, e successivamente ribattezzate Washington (nave del Medici), Oregon (nave di Caldesi) e Franklin (nave di Malenchini da Livorno); quindi a Genova il console degli Stati Uniti, accompagnato da Peard, “l’inglese di Garibaldi” e suo "sosia", salì a bordo del Washington ed issò la bandiera a stelle e strisce. Sul Washington si trovavano anche il polesano Alberto Mario, che al sud sarà tra i più importanti luogotenenti del Generale, e la moglie Jessie M. White, che presterà servizio nell'ambulanza di Pietro Ripari.
Dopo la sosta nel porto di Cagliari, dove il Medici attese inutilmente l’arrivo delle altre due navi del gruppo Corte, il piccolo bastimento Utile e la nave Charles and Jane, catturate dalla Marina borbonica, le tre navi della Spedizione Medici si diressero verso la Sicilia, quando vennero affiancate dalla nave piemontese Gulnara, il cui capitano dichiarò di volerle scortare fino a Castellammare, come da accordi tra Cavour e Garibaldi.
Su disposizione del Persano Il capitano del Gulnara si informò anche se fosse a bordo il Mazzini, che in tal caso doveva essere consegnato all’ufficiale piemontese.
Nominato colonnello della I brigata della 16ª divisione dell'Esercito meridionale, entrò a Palermo il 21 giugno.
Medici è arrivato con un reggimento fatto e vestito. Entrò da Porta Nuova sotto una pioggia di fiori. Quaranta ufficiali coll’uniforme dell’Esercito Piemontese, formavano la vanguardia.
Noi della spedizione dispersi nell’onda dei sopravvenienti, porteremo con noi le memorie di venticinque giorni vissuti come nella solitudine, faticando, combattendo e credendo.»
(Da Quarto al Faro libro di Giuseppe Cesare Abba (pag. 199))
 A luglio combatté alla battaglia di Milazzo, costrinse Messina alla resa dopo un assedio di otto giorni e ne firmò la relativa convenzione; fu promosso maggior generale della 17ª divisione e fu presente alla battaglia del Volturno.

### La carriera militare nell'Esercito Regio
Ammesso nel Regio Esercito, fu nominato comandante militare della piazza di Palermo, ove facilitò l'impresa garibaldina all'Aspromonte nel 1862 e si spinse a presentare una supplica al re e a Urbano Rattazzi affinché non fermassero i volontari, come invece avvenne nella giornata dell'Aspromonte.
Sotto la prefettura palermitana dell'umbro Filippo Antonio Gualterio (che restò in carica tra il 1865 e il 1866) egli condusse una serie di operazioni militari nelle quattro province della Sicilia occidentale. La durissima repressione produsse in sei mesi l'arresto di 2384 uomini e 180 donne nella sola provincia di Palermo.

### La terza guerra di indipendenza
Nel 1866, nel corso della Terza guerra di indipendenza, Medici comandò una colonna dell'Esercito Regio in una brillante avanzata da Padova, lungo la Valsugana, sino alle porte di Trento.
Per i suoi meriti meritò la Medaglia d'Oro al Valor Militare e fu quindi nominato Grande Ufficiale dell'Ordine Militare d'Italia.

### Alla prefettura di Palermo

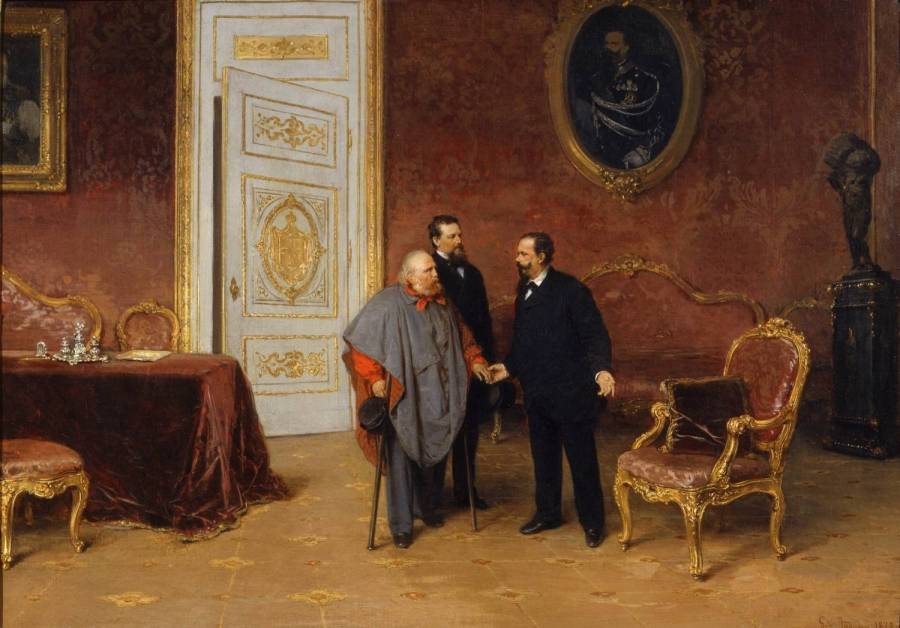
Garibaldi e Medici incontrano Vittorio Emanuele II, dipinto di Gerolamo Induno (1870).

In seguito alla dura repressione operata dal generale Raffaele Cadorna della rivolta di Palermo del 1866, nel 1868 ritornò a Palermo come prefetto: era dotato di poteri insolitamente ampi e, soprattutto, della piena fiducia del re. Vi restò sino al 1873. Nel 1868 ordinò l'arresto di Mazzini, appena sbarcato a Palermo, e provvide perché fosse internato nel forte di Gaeta. Fu accusato di aver autorizzato accordi con la mafia, specie a causa della grande prossimità al questore Giuseppe Albanese, divenuto per la pubblica opinione un alleato della mafia al punto da essere fatto oggetto di mandato di cattura dal procuratore del Re, poi dimissionario, Diego Tajani. Tali accuse non sono mai stare dimostrate e forte resta il sospetto che siano state diffuse in maniera strumentale, la sua specchiata onestà ed integrità è in particolare documentata dal suo biografo Capitano Giovanni Pasini.
Nel corso del suo mandato, in collaborazione con il suo ex compagno della spedizione dei Mille Domenico Peranni, sindaco della città, Medici piuttosto diede impulso alle opere pubbliche, soprattutto alla rete viaria e ferroviaria, istruzione e pubblica sicurezza. Egli era infatti fermamente convinto che il progresso economico e sociale dell'isola fosse legato allo sviluppo delle infrastrutture; decise pertanto di assecondare le numerose richieste che riguardavano l'avanzamento delle strade, il miglioramento dei porti, lo sviluppo delle linee ferroviarie Palermo-Messina e Palermo-Trapani, minacciando più volte di dimettersi dalla carica di prefetto nel caso in cui non si fossero eseguiti questi interventi.
A Palermo conobbe e sposò la nobile inglese Lady Ingham, vedova del primo marito Lord Ingham-Whitaker (il cui nonno aveva inventato il Marsala) e proprietaria del palazzo più tardi trasformato nell'attuale Grand Hotel et Des Palmes, in Via Roma a Palermo.

### La carriera politica
Fu eletto la prima volta deputato del Regno di Sardegna dall'agosto al dicembre 1860. Una seconda volta nel 1863 deputato del regno d'Italia fino al 1865, nel febbraio del 1866 venne candidato alla Camera al collegio di Messina, in contrapposizione a Giuseppe Mazzini, il quale era stato già eletto in regolare consultazione, annullata d'imperio dal Governo. Medici perse le elezioni, che andarono a favore di Mazzini.
Fu eletto deputato una terza volta nel 1868 nel collegio di Bologna.
Venne nominato senatore del Regno da Vittorio Emanuele II di Savoia il 2 giugno 1870 e, nel 1876, marchese del Vascello e primo aiutante di campo del Re.
Fece parte della massoneria. Il pronipote Giacomo Medici Del Vascello sarà deputato e sottosegretario alla presidenza del Governo Mussolini.